# I de mörka rummen, i de ljusa
I de mörka rummen, i de ljusa är en diktsamling från 1976 av den finlandssvenske författaren Bo Carpelan. Dikterna utgår från Carpelans familjs livshistoria. Boken mottog Nordiska rådets litteraturpris 1977, i tävlan för Finland. Prismotiveringen löd: "I en klar och stram lyrik förmår Bo Carpelan uttrycka samspelet mellan yttre och inre verklighet i en växling mellan dödsmedvetande och livskänsla."